# Homens do imperador
O termo homens do imperador (em grego: βασιλικοί ἄνθρωποι; romaniz.: Basilikoí anthropoi) aparece em documentos bizantinos dos séculos IX e X e tem dois significados distintos:
- Como um termo genérico, é usado por manuais sobre o cerimonial cortesão como o Cletorológio de 899 para indicar os mais altos funcionais imperiais;
- Como um termo mais técnico, refere-se a classe mais baixa de servos imperiais que possivelmente constituíram um destacamento militar especial.

O último grupo incluía titulares das menores dignidades como estratores e espatarocandidatos e foi chefiado pelo protoespatário dos homens do imperador, mais tarde (no Sobre as Cerimônias e Escorial Taktikon) também chamado de catepano dos homens do imperador. Ele foi auxiliado por um doméstico e seu séquito incluía "candidatos do Hipódromo", mandadores imperiais e espatários, os últimos tendo por vezes participado em ações militares, o que levou Nicolas Oikonomides a sugerir que os homens do imperador podem ter formado uma unidade militar distinta. Vários dos postos inferiores destes corpos parecem ter sido estrangeiros, incluindo cazares, árabes, francos, etc.